# Франческа Габсбург-Лотарингская
Баронесса Франческа-Анна-Долорес Тиссен-Борнемиса (Francesca Anne Dolores Freiin Thyssen-Bornemisza de Kászon et Impérfalva), в замужестве фон Габсбург (Габсбург-Лотарингская; нем. Francesca von Habsburg-Lothringen; род. 7 июня 1958, Лозанна, Швейцария) — эрцгерцогиня Австрийская, общественный деятель, супруга главы дома Габсбургов Карла Габсбург-Лотарингского.

## Биография
Франческа родилась 7 июня 1958 года в семье барона Ханса Хайнриха Тиссен-Борнемиса и его третьей супруги модели Фионы Франсис Элейн Кэмбелл-Уолтер. Начальное образование получила в швейцарской школе-интернате Institut Le Rosey. В возрасте 18 лет поступила в колледж искусств святого Мартина в Лондоне, но оставила учёбу через два года. После колледжа некоторое время работала актрисой и моделью, её лондонский образ жизни в середине 1980-х обеспечил ей репутацию легкомысленной светской красотки. В течение 10 лет после ухода из колледжа жила в Лондоне, Нью-Йорке и Лос-Анджелесе, после чего переехала в Лугано (Швейцария), где стала куратором коллекции предметов искусства своего отца.
Во время войны в Хорватии в начале 1990-х годов Франческа поехала в Хорватию с целью защиты культурного наследия и предметов искусства этой страны и помогала в восстановлении церквей, понесших ущерб во время боёв.
В 2006 году сыграла роль королевы Марии-Генриетты в телевизионном фильме «Кронпринц Рудольф».

## Фонд Тиссен-Борнемиса
В мире современного искусства Франческа известна как коллекционер и основательница Фонда поддержки современного искусства Тиссен-Борнемиса (англ. Thyssen-Bornemisza Art Contemporary, сокр. T-B A21). Фонд был основан в 2002 году и отличается тем, что при формировании своей коллекции, которую часто называют коллекцией Франчески фон Габсбург, придаёт особое значение работам в жанре мультимедиа.
С 2012 года фонд Тиссен-Борнемиса располагается в парке Аугартен. Дважды в год фонд проводит собственные выставки из работ, которые находятся в его коллекции, а также участвует в организации других выставок в разных странах мира. Помимо прочего у фонда есть программа предоставления резиденции для художников.
В коллекции фонда находятся работы Синди Шерман, Ай Вэйвэя, Томаса Руффа, Андреаса Гурски, Билла Виолы, Дэна Флавина, Олафура Элиассона, Джона Армледера, Дугласа Гордона, Джейн Хольцер, Пипилотти Рист, Пола Маккарти, Майка Келли, Дэна Грэхема, Питера Фишли и Дэвида Вайса, Трейси Эмин, Сары Лукас, Элмгрина и Драгсета, Маурицио Каттелана, Сэм Тейлор-Вуд, Криса Офили, Уго Рондиноне, Тони Оуслера, Ширин Нешат, Сары Моррис, Сани Ивекович и Джима Лэмби.

## Личная жизнь
Франческа Тиссен вышла замуж за эрцгерцога Австрийского Карла фон Габсбурга, сына главы дома Габсбургов Отто, 31 января 1993 года в Базилике Рождества Девы Марии в Мариацелле. У пары родилось трое детей:
- эрцгерцогиня Элеонора фон Габсбург (род. 28 февраля 1994 года), замужем за бельгийским гонщиком Жеромом Д'Амброзио, имеют сына Отто и дочь Циту;
- эрцгерцог Фердинанд Звонимир Австрийский (род. 21 июня 1997 года);
- эрцгерцогиня Глория фон Габсбург[чеш.] (род. 15 октября 1999 года).

Франческа и Карл расстались в 2003 году. По праву супруга с 4 июля 2011 года носит титул титулярной Императрицы Австрии, Королевы Венгрии, Хорватии и Богемии.